# Rubicundiella externa
Rubicundiella externa är en stekelart som först beskrevs av Berthoumieu 1895.  Rubicundiella externa ingår i släktet Rubicundiella och familjen brokparasitsteklar. Inga underarter finns listade i Catalogue of Life.